# 青葉益輝
青葉 益輝（あおば ますてる、1939年7月18日 - 2011年7月9日）は、日本のグラフィックデザイナー。

## 人物
1960年代以降の日本のグラフィックデザインの第一人者として知られ、「環境」や「平和」をテーマにした作品が多く、東京都のごみ問題をテーマにしたポスターや、平和の大切さを訴える自主制作の作品など、社会性の強い活動に取り組んだ。
主な作品には長野オリンピックの第1回公式ポスター、核兵器の廃絶や平和を呼びかけるポスター「ヒロシマ・アピールズ」（2008年）などがある。
晩年は自然やエコなどをテーマにした活動を積極的に行っていた。国際グラフィック連盟（AGI）会員、東京ADC委員、JAGDA理事や東京造形大学客員教授を務めた。
2011年7月9日、食道がんによって東京都内の病院で死去。71歳没。

## 年譜
- 1939年 - 東京府に生まれる。
- 1958年 - 海城高等学校を卒業。
- 1962年 - 桑沢デザイン研究所を卒業。
- 1963年-1964年 - 朝日広告賞・準朝日広告賞を受賞。
- 1969年 - A&A青葉益輝広告制作室を設立。
- 1982年 - ブルノ国際グラフィックデザイン・ビエンナーレグランプリ
- 1987年 - ワルシャワ国際ポスター・ビエンナーレ金賞
- 1992年 - ニューヨークADC国際展金賞
- 1993年 - 1998年長野冬季オリンピック第一回公式ポスター制作
- 1995年 - 日本宣伝賞山名賞
- 2003年 - NYADC展ポスター制作
- 2006年 - 紫綬褒章受章[2]
- 2011年 - 死去